# Tamonea curassavica
Tamonea curassavica är en verbenaväxtart som först beskrevs av Carl von Linné, och fick sitt nu gällande namn av Christiaan Hendrik Persoon. Tamonea curassavica ingår i släktet Tamonea och familjen verbenaväxter. Inga underarter finns listade i Catalogue of Life.